# Château de Krauchenwies
Le château de Krauchenwies (en allemand « Alte Schloss Krauchenwies ») est un château néo-classique situé à Krauchenwies dans l'arrondissement de Sigmaringen, dans le Bade-Wurtemberg. 

## Emplacement
Le château est situé à l'angle sud-est du parc princier Hohenzollerischer à la périphérie de Krauchenwies, en direction de Sigmaringen sur la route fédérale 311 très fréquentée. Krauchenwies appartenait aux comtes de Hohenzollern-Sigmaringen depuis 1595 ; les comtes et plus tard les princes de Hohenzollern-Sigmaringen y avaient leur résidence d'été. Le château est un mémorial dans le « Parc 2, Flst. » enregistré sous le n°1/47. 

## Histoire
L'histoire de l'ancien château de Krauchenwies peut être divisée en trois phases : l'origine médiévale en tant que résidence noble, le premier complexe de 1595 à 1597 en qualité de palais Renaissance à quatre ailes et le complexe actuel de 1769 à 1785, en tant que bâtiment à trois ailes relevant du néo-classicisme. 

### Période médiévale
Les origines de l'ancien château, également connu sous le nom de « château à douves », remontent à un premier édifice médiéval. En 1303, le château est mentionné pour la première fois et décrit comme une « tour de la famille noble des seigneurs à Leiterberg en tant que seigneurs de Krauchenwies .» En 1414, on l'appelait encore Wasserhaus car elle était entourée d'un fossé. 

### Période Renaissance
Après les conversions du XVe siècle, le maître d'œuvre de Ravensbourg, Hans Waldner, transforma le complexe de 1595 à 1597 pour le comte Charles II de Hohenzollern-Sigmaringen (1547-1606) en un château de style Renaissance, probablement flanqué de quatre ailes. En mars 1633, le château a été détruit par les troupes suédoises du général Horn lors de la guerre de Trente Ans. 

### Période néo-classique
Au XVIIIe siècle, le prince Charles-Frédéric de Hohenzollern-Sigmaringen (1724-1785) y a temporairement installé sa résidence. Entre 1769 et 1785, il a remodelé le premier complexe en un complexe à trois ailes irrégulier en forme de fer à cheval à deux étages avec des toits déparaffinés dans le style néo-classique. L'aile est a été étendue au sud. Il y avait une chapelle dans l'aile ouest arrondie (clocher). La cuisine était située au nord de la chapelle. 

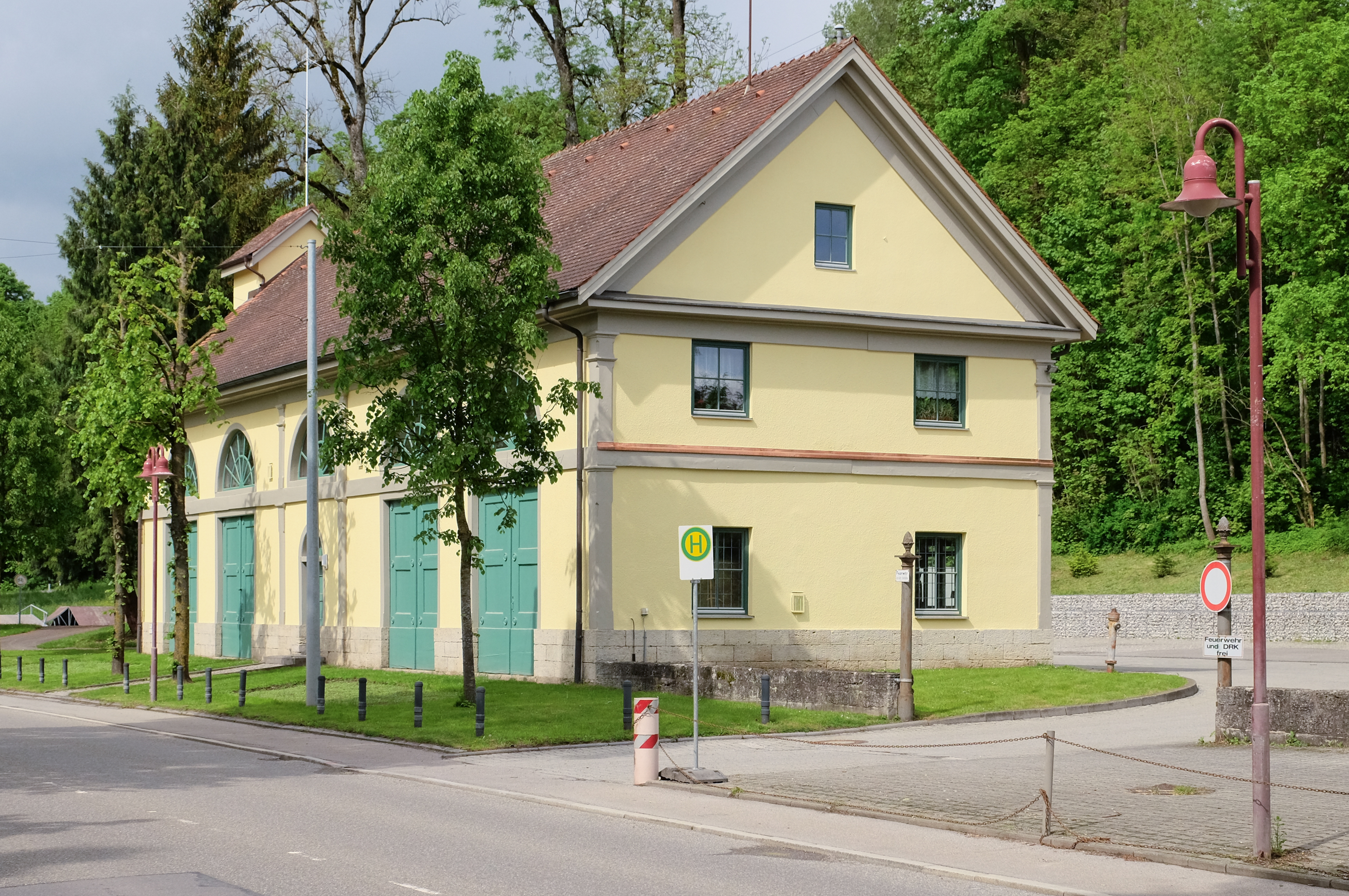
Ancienne dépendance du château de Krauchenwies.

En 1789, une dépendance à deux étages a été construite non loin du palais. En 1825 on remarquait également une remise à deux étages (maintenant utilisée comme caserne de pompiers) et en 1840 une serre à un étage flanquée de deux pavillons d'angle (orangerie). 
En juillet 1808, le couple formé par le prince héritier Charles (1785-1853) et Antoinette Murat (1793-1847) s'est installé à Krauchenwies, tandis que les autorités judiciaires étaient établies au château de Sigmaringen (ville de résidence). Après la construction du nouveau bâtiment de la maison de campagne dans les environs immédiats de 1828 à 1832, la fonction de résidence d'été de la maison princière lui a été dévolue. Initialement, l'ancien château servait d'appartement à des personnalités de haut rang. 
Dans la chapelle du palais, huit tableaux représentant la vie de la vierge Marie étaient suspendus. Ils ont été identifiés en 1846 comme des panneaux dus au peintre d'Ulm Bartholomäus Zeitblom et affectés au retable Pfullendorfer de l'église Saint-Jacques, que l'on croyait perdus. En 1867, ils ont été conservés au musée princier de Sigmaringen et en 1928-1929 à la galerie nationale de Stuttgart et au musée Städel de Francfort,. 
Fin du XIXe siècle, l'extension du hall en bois d'un étage du côté ouest a été réalisée. Après un incendie, le système a été reconstruit en 1937 : le château a reçu une nouvelle structure de toit et la peinture extérieure historique a été renouvelée.

### Depuis 1940
À l'époque du national-socialisme, il était utilisé comme l'un des cinq camps appartenant au Service du travail des femmes du Reich (RAD) dans ce qui était alors le district prussien Hohenzollern de Sigmaringen. À cet effet, il a été repris par la SAR en avril 1940. Après l'inauguration le 9 mai 1940, les 55 premières « femmes de chambre » s'installent dans le château. En 1941, Sophie Scholl, 19 ans, d'Ulm, a commencé son service de six mois dans le camp de travaux civils 501 de Krauchenwies . Des officiers de la milice du régime français de Vichy ont suivi. 
Dans les premières années d'après-guerre, il a été utilisé pour héberger des soldats allemands sans abri. Sous le prince Frédéric de Hohenzollern (1891-1965), et dans les années qui ont suivi, le château a servi de 1954 à 1979 comme « maison d'enfants au château de Krauchenwies » pour les enfants réfugiés et les orphelins de guerre des sœurs de Marie de Schoenstatt. De 1979 à 1981, le bâtiment est devenu un centre d'accueil pour les réfugiés vietnamiens. Le bâtiment a ensuite été utilisé par l'administration financière comme centre éducatif. Plus récemment, il a été utilisé pour accueillir des étudiants de l'école de mode de Sigmaringen. À partir de 1990, le bâtiment est déserté et laissé à l'abandon. La rénovation potentielle est estimée à sept millions de marks allemands. Ni la municipalité de Krauchenwies ni la maison Hohenzollern n'étaient prêtes pour effectuer cet investissement. 
La maison Hohenzollern et la municipalité espéraient en vain un acquéreur depuis une dizaine d'années. En 2001, la maison de Hohenzollern a demandé la démolition du château. Cependant, cette éventualité a été rejetée par le grand public. En mai 2002, le Bureau des monuments d'État du Bade-Wurtemberg a classé les principales parties du bâtiment comme durables et a refusé qu'il soit démoli. 
En 2003, la Fondation allemande pour la protection des monuments a partiellement soutenu financièrement la sécurisation de la charpente en bois et du toit. En octobre 2004, les travaux d'agrandissement des pièces métalliques, des fenêtres, des tuiles, des sols en PVC et des revêtements muraux ont débuté dans la partie avant de l'aile donnant sur la rue et dans l'ancienne salle-à-manger. Lors d'une opération de sauvetage en 2006, le complexe du château a été rénové pour le préserver. Il était vide depuis des décennies et était dans un état déplorable en raison d'un manque d'entretien. Ce projet a été financé par la conservation des monuments d'État, la Fondation allemande pour la protection des monuments, la Fondation des monuments du Bade-Wurtemberg et la maison princière Hohenzollern. Des parties du château qui étaient infestées par la mérule et qui n'ont pas pu être sauvées ont été démolies, tandis que le toit a été rénové. La forme originale de la structure à trois ailes a été conservée. 
Dans son état actuel, le château présente un complexe à trois ailes, ouvert au sud dans le style du début du néo-classicisme. Il s'agit d'un bâtiment à deux étages enduits de plâtre à colombages coiffé de hauts toits en croupe et dont les pignons triangulaires sont décorés d'armoiries au-dessus des principaux portails. Le château est un bâtiment classé et appartient à la famille de Hohenzollern. Il est inutilisé, a encore besoin de rénovations et il est à vendre. Les raccordements à l'électricité, l'eau et les égouts sont disponibles sur la propriété de 4 000 à 5 000 mètres carrés. Le château occupe une surface au sol d'environ 1 000 mètres carrés, la superficie totale utilisable est d'environ 800 mètres carrés de plus. 
Le château a été nommé « Monument du mois de janvier 2007 » par la Fondation du Monument du Bade-Wurtemberg.

## Événements liés au château de Krauchenwies
- 20 décembre 1785 : décès de Charles-Frédéric de Hohenzollern-Sigmaringen (1724-1785).
- 6 juin 1810 : naissance de Caroline de Hohenzollern-Sigmaringen.
- 7 septembre 1811 : naissance de Charles-Antoine de Hohenzollern-Sigmaringen.
- 22 septembre 1835 : naissance de Léopold de Hohenzollern-Sigmaringen.
- 15 juillet 1837 : naissance de Stéphanie de Hohenzollern-Sigmaringen, reine de Portugal.
- 6 février 1965 : décès de Frédéric de Hohenzollern.